# Secret Number
Secret Number (koreanisch 시크릿넘버, stilisiert SECRET NUMBER) ist eine südkoreanische Girlgroup der vierten K-Pop-Generation, die 2020 von Vine Entertainment gegründet wurde. Die Gruppe debütierte am 19. Mai 2020 mit dem Single-Album Who Dis?.
Der Name des offiziellen Fanclubs von Secret Number lautet Lockey.

## Geschichte
Im Dezember 2019 gab Vine Entertainment die Gründung einer neuen Girlgroup bekannt. Das Debüt der Gruppe war ursprünglich für März 2020 geplant, wurde aber aufgrund der COVID-19-Pandemie verschoben. In der Folgezeit wurden die Mitglieder der neuen Gruppe vorgestellt: Jinny, Denise, Soodam, Dita und Léa. Jinny und Denise waren bereits bekannt als ehemalige Trainees von YG Entertainment. Jinny gehörte zu dieser Zeit zum „Future 2NE1“-Line-up, aus dem später die Girlgroup Blackpink entstand. Außerdem nahm sie 2018 an der Castingshow Produce 48 teil. Denise nahm mit der Gruppe Mazinga S an der 5. Staffel von K Pop Star teil. Léa war von 2012 bis zur Auflösung 2014 als Hana Mitglied der Girlgroup Skarf und Teilnehmerin an der Castingshow Mixnine. Mit Dita hat Secret Number das erste aus Indonesien stammende K-Pop Idol.
Am 19. Mai 2020 debütierte Secret Number mit dem Single-Album Who Dis?
Am 5. Februar 2022 gab Denise via Instagram ihren Austritt aus der Gruppe bekannt.

## Mitglieder
| Name                 | Geburtsname                        | Geburtstag (Alter)     | Geburtsort  | Position                         |
| -------------------- | ---------------------------------- | ---------------------- | ----------- | -------------------------------- |
| Léa 레아             | Ogawa Mizuki 小川 美月             | 12. August 1995 (29)   | Tokio       | Team leader Lead Vocal           |
| Dita 디타            | Anak Agung Ayu Puspa Aditya Karang | 25. Dezember 1996 (28) | Yogyakarta  | Sub Vocal, Main Dance            |
| Jinny 진희           | Jinny Park a 지니박                | 20. Januar 1998 (27)   | Los Angeles | Lead Vocal, Lead Dance, Main Rap |
| Minji 민지           | Park Min-ji 박민지                 | 31. März 1999 (25)     | Yongin      | Main Vocal                       |
| Soodam 수담          | Lee Soo-dam 이수담                 | 9. November 1999 (25)  | Seoul       | Sub Vocal, Lead Dance            |
| Zuu 주               | Ji Yeong-ju 지영주                 | 24. März 2000 (24)     | Seoul       | Lead Vocal, Lead Dance           |
| Ehemalige Mitglieder |                                    |                        |             |                                  |
| Denise 데니스        | Denise Kim b                       | 11. Januar 2001 (24)   | Texas       | Main Vocal                       |

## Diskografie

### EPs
- 2023: Like It Like It

### Single-Alben
- 2020: Who Dis?
- 2020: Got That Boom
- 2021: Fire Saturday
- 2022: Doomchita
- 2022: Tap
- 2023: Doxa
- 2023: Starlight

### Singles
- 2020: Who Dis?
- 2020: Got That Boom
- 2021: Fire Saturday (불토)
- 2022: Doomchita (둠치타)
- 2022: Tap
- 2023: Doxa (독사)
- 2023: Starlight
- 2023: Like It Like It (Japanische Single)

## Auszeichnungen
2020
- Ten Asia Awards – Top 10 Artist[9]
- Asia Artist Awards – Best New Artist[10]